# Lista episoadelor din Prison Break
Această listă prezintă episoadele serialului de televiziune Prison Break. Episoadele sunt grupate în serii, fiind prezentate atât numele originale, în limba engleză, cât și numele în limba română, dar și datele în care au fost difuzate în SUA și România.

## Sezonul 1
| #  | Titlu original                  | Data difuzării în SUA | Titlu în lb. română                | Data difuzării în RO |
| -- | ------------------------------- | --------------------- | ---------------------------------- | -------------------- |
| 1  | Pilot                           | 29 august 2005        | Pilot                              | 10 septembrie 2007   |
| 2  | Allen                           | 29 august 2005        | Allen                              | 17 septembrie 2007   |
| 3  | Cell Test                       | 5 septembrie 2005     | Testul celularului                 | 24 septembrie 2007   |
| 4  | Cute Poison                     | 12 septembrie 2005    | Otrava simpatică                   | 1 octombrie 2007     |
| 5  | English, Fitz or Percy          | 19 septembrie 2005    | English, Fitz sau Percy            | 8 octombrie 2007     |
| 6  | Riots, Drills and the Devil (1) | 26 septembrie 2005    | Revolte, exerciții și Diavolul (1) | 15 octombrie 2007    |
| 7  | Riots, Drills and the Devil (2) | 3 octombrie 2005      | Revolte, exerciții și Diavolul (2) | 22 octombrie 2007    |
| 8  | The Old Head                    | 24 octombrie 2005     | Vechitura                          | 29 octombrie 2007    |
| 9  | Tweener                         | 31 octombrie 2005     | Tweener                            | 5 noiembrie 2007     |
| 10 | Sleight of Hand                 | 7 noiembrie 2005      | Prestidigitate                     | 12 noiembrie 2007    |
| 11 | And Then There Were 7           | 14 noiembrie 2005     | Și apoi au fost 7                  | 19 noiembrie 2007    |
| 12 | Odd Man Out                     | 21 noiembrie 2005     | Cine iese din grupă                | 26 noiembrie 2007    |
| 13 | End of the Tunnel               | 28 noiembrie 2005     | Capătul tunelului                  | 3 decembrie 2007     |
| 14 | The Rat                         | 20 decembrie 2005     | Turnătorul                         | 10 decembrie 2007    |
| 15 | By the Skin and the Teeth       | 27 martie 2006        | Cu dinții și cu unghiile           | 14 ianuarie 2008     |
| 16 | Brother's Keeper                | 3 aprilie 2006        | Planul lui Michael                 | 21 ianuarie 2008     |
| 17 | J-Cat                           | 10 aprilie 2006       | J-Cat                              | 28 ianuarie 2008     |
| 18 | Bluff                           | 17 aprilie 2006       | Cacealma                           | 4 februarie 2008     |
| 19 | The Key                         | 24 aprilie 2006       | Cheia                              | 11 februarie 2008    |
| 20 | Tonight                         | 1 mai 2006            | Diseară                            | 18 februarie 2008    |
| 21 | Go                              | 8 mai 2006            | Fugi!                              | 25 februarie 2008    |
| 22 | Flight                          | 15 mai 2006           | Zborul                             | 3 martie 2008        |

## Sezonul 2
| #  | Titlul original | Data difuzării în SUA | Titlu în lb. română | Data difuzării în RO |
| -- | --------------- | --------------------- | ------------------- | -------------------- |
| 1  | Manhunt         | 21 august 2006        | Vânătoarea          | 23 iunie 2008        |
| 2  | Otis            | 28 august 2006        | Otis                | 30 iunie 2008        |
| 3  | Scan            | 4 septembrie 2006     | Scanare             | 7 iulie 2008         |
| 4  | First Down      | 11 septembrie 2006    | Primul căzut        | 14 iulie 2008        |
| 5  | Map 1213        | 18 septembrie 2006    | Harta 1213          | 21 iulie 2008        |
| 6  | Subdivision     | 25 octombrie 2006     | Subdiviziune        | 28 iulie 2008        |
| 7  | Buried          | 2 octombrie 2006      | Îngropat            | 4 august 2008        |
| 8  | Dead Fall       | 23 octombrie 2006     | Căzătură fatală     | 11 august 2008       |
| 9  | Unearthed       | 30 octombrie 2006     | Dezgropat           | 25 august 2008       |
| 10 | Rendezvous      | 6 noiembrie 2006      | Întâlnire           | 1 septembrie 2008    |
| 11 | Bolshoi Booze   | 13 noiembrie 2006     | Bolshoi Booze       | 8 septembrie 2008    |
| 12 | Disconnect      | 20 noiembrie 2006     | Deconectat          | 15 septembrie 2008   |
| 13 | The Killing Box | 27 noiembrie 2006     | Cutia ucigașă       | 22 septembrie 2008   |
| 14 | John Doe        | 22 ianuarie 2007      | Necunoscutul        | 29 septembrie 2008   |
| 15 | The Message     | 29 ianuarie 2007      | Mesajul             | 6 octombrie 2008     |
| 16 | Chicago         | 5 februarie 2007      | Chicago             | 13 octombrie 2008    |
| 17 | Bad Blood       | 19 februarie 2007     | Sânge rece          | 20 octombrie 2008    |
| 18 | Wash            | 26 februarie 2007     | Spălarea            | 27 octombrie 2008    |
| 19 | Sweet Caroline  | 5 martie 2007         | Dulce Carolina      | 3 noiembrie 2008     |
| 20 | Panama          | 19 martie 2007        | Panama              | 10 noiembrie 2008    |
| 21 | Fin Del Camino  | 26 martie 2007        | Sfârșitul drumului  | 17 noiembrie 2008    |
| 22 | Sona            | 2 aprilie 2007        | Sona                | 24 noiembrie 2008    |

## Sezonul 3
| #  | Titlul original     | Data difuzării în SUA | Titlu în lb. română | Data difuzării în RO |
| -- | ------------------- | --------------------- | ------------------- | -------------------- |
| 1  | Orientación         | 17 septembrie 2007    | Orientare           | 8 iunie 2009         |
| 2  | Fire/Water          | 24 septembrie 2007    | Foc/Apă             | 15 iunie 2009        |
| 3  | Call Waiting        | 1 octombrie 2007      | Apel în așteptare   | 22 iunie 2009        |
| 4  | Good Fences         | 8 octombrie 2007      | Garduri rezistente  | 29 iunie 2009        |
| 5  | Interference        | 15 octombrie 2007     | Interferența        | 6 iulie 2009         |
| 6  | Photo Finish        | 22 octombrie 2007     | Foto finis          | 13 iulie 2009        |
| 7  | Vamonos             | 22 octombrie 2007     | Haideți!            | 20 iulie 2009        |
| 8  | Bang and burn       | 12 noiembrie 2007     | Foc și sânge        | 27 iulie 2009        |
| 9  | Boxed In            | 14 ianuarie 2008      | Încolțiți           | 10 august 2009       |
| 10 | Dirt Nap            | 21 ianuarie 2008      | Somn în noroi       | 17 august 2009       |
| 11 | Under and Out       | 4 februarie 2008      | Dedesupt și afară   | 24 august 2009       |
| 12 | Hell or High Water  | 12 februarie 2008     | Iad sau apă mare    | 31 august 2009       |
| 13 | The Art of the Deal | 19 februarie 2008     | Arta negocierii     | 7 septembrie 2009    |

## Sezonul 4
| #     | Titlul original     | Data difuzării în SUA | Titlu în lb. română         | Data difuzării în RO |
| ----- | ------------------- | --------------------- | --------------------------- | -------------------- |
| 1     | Scylla              | 1 septembrie 2008     | Scylla                      | 24 mai 2010          |
| 2     | Breaking & Entering | 1 septembrie 2008     | Oprirea & Intrarea          | 31 mai 2010          |
| 3     | Shut Down           | 8 septembrie 2008     | Stingerea                   | 7 iunie 2010         |
| 4     | Eagles & Angels     | 15 septembrie 2008    | Vulturi și îngeri           | 14 iunie 2010        |
| 5     | Safe & Sound        | 22 septembrie 2008    | În siguranță                | 21 iunie 2010        |
| 6     | Blow Out            | 29 septembrie 2008    | Afară                       | 28 iunie 2010        |
| 7     | Five the Hard Way   | 20 octombrie 2008     | Drumul greu                 | 26 iulie 2010        |
| 8     | The Price           | 27 octombrie 2008     | Prețul                      | 2 august 2010        |
| 9     | Greatness Achieved  | 3 noiembrie 2008      | Onorii primite              | 9 august 2010        |
| 10    | The Legend          | 10 noiembrie 2008     | Legenda                     | 16 august 2010       |
| 11    | Quiet Riot          | 17 noiembrie 2008     | Revolta tăcută              | 23 august 2010       |
| 12    | Selfless            | 24 noiembrie 2008     | Lipsit de sine              | 30 august 2010       |
| 13    | Deal Or No Deal     | 1 decembrie 2008      | Înțelegere sau Neînțelegere | 6 septembrie 2010    |
| 14    | Just Business       | 8 decembrie 2008      | Doar afaceri                | 13 septembrie 2010   |
| 15    | Going Under         | 15 decembrie 2008     | Pe dedesupt                 | 20 septembrie 2010   |
| 16    | The Sunshine State  | 22 decembrie 2008     | "Statul Lumina"             | 27 septembrie 2010   |
| 17    | The Mother Lode     | 17 aprilie 2009       | Mama                        | 4 octombrie 2010     |
| 18    | VS.                 | 24 aprilie 2009       | Împotriva                   | 21 februarie 2011    |
| 19    | Son of a Bitch      | 1 mai 2009            | Fiul unei târfe             | 28 februarie 2011    |
| 20    | Cowboys & Indians   | 8 mai 2009            | Cowboy & Indieni            | 7 martie 2011        |
| 21    | Rates of Exchange   | 15 mai 2009           | Condițiile schimbului       | 14 martie 2011       |
| 22    | Killing your number | 22 mai 2009           | Măcelul                     | 21 martie 2011       |
| 23/24 | The Final Break     | 21 iulie 2009         | Evadarea finală             | 29 mai 2011          |